# Zeta Crucis
Zeta Crucis (ζ Cru / HD 106983 / HR 4679) es una estrella de la constelación de la Cruz del Sur cuya magnitud aparente es +4,04.
Miembro de la asociación estelar Centaurus Inferior-Crux, se halla a 358 años luz del sistema solar.
De tipo espectral B2.5V, Zeta Crucis es, como el Sol, una estrella de la secuencia principal cuya energía proviene de la fusión del hidrógeno en su interior.
Es, sin embargo, mucho más caliente, siendo su temperatura efectiva de aproximadamente 21.900 K.
Su luminosidad —una vez considerada la absorción de su luz por polvo interestelar— es 1950 veces mayor que la del Sol. Su diámetro es 3,1 veces más grande que el diámetro solar y rota a una velocidad de al menos 68 km/s; esta cifra —que es sólo un límite inferior— daría lugar a un período de rotación de 2,2 días.
Es 7,7 veces más masiva que el Sol y es una estrella muy joven con una edad de sólo 30 millones de años.
A 34 segundos de arco de Zeta Crucis se puede observar una estrella de magnitud 12 cuyo movimiento relativo en los últimos 150 años parece descartar que ambas estrellas formen un verdadero sistema binario.